# Amalinówka
Amalinówka (ukr. Амалинівка, ros. Амалиновка, Амалиен, niem. Amalien) – nieistniejąca niemiecka kolonia w rejonie pułyńskim okręgu żytomierskim. Podlegała pod Radę wiejską z centrum we wsi Ułaszaniwka.
Byłe luterańskie osiedle na własnych ziemiach, miało szkołę. Położone na południowy wschód od Nowogróda Wołyńskiego. Parafię luterańskie – Żytomierz oraz Hejmtal.

## Demografia
W 1859 r. liczba mieszkańców wynosiła 40 osób, pod koniec XIX wieku – 194 osoby, domów 29, w 1906 r. – 148 osób, domów 25, w 1910 r. – 150 osób.

## Historia
Pod koniec XIX w. była to kolonia w powiecie nowogradwołyńskim, gmina Kurne.
W 1906 r. wchodziła w skład wołosci kurneńskiej w powiecie nowogradwołyńskim guberni wołyńskiej. Odległość do centrum powiatu miasta Nowogród Wołyński wynosiła 44 wiorst, do administracji wołosnej we wsi Kurne – 15 wiorst. Urząd pocztowy – stacja Rudnia.
W 1923 r. została podporządkowana do nowo utworzonej Rady wiejskiej we wsi Ułaszaniwka, która 7 marca 1923 r. została włączona do nowo utworzonego rejonu pułyńskiego w okręgu żytomierskim.
Po 1923 r. nie zarejestrowana na liście osiedli.